# バッファロー吾郎A
バッファロー吾郎A（バッファローごろうエー、1970年（昭和45年）11月24日 - ）は、日本のお笑い芸人。お笑いコンビバッファロー吾郎のツッコミ担当。本名・旧芸名は木村 明浩（きむら あきひろ）。
兵庫県神戸市垂水区出身。吉本興業東京本部所属。NSC8期生。

## 略歴
兵庫県立須磨東高等学校出身。1989年10月よりお笑いコンビ「リンカーン」で活動し解散。その後、元「四面楚歌」の竹若元博とお笑いコンビ「バッファロー吾郎」を結成。ツッコミ（ネタによってはボケ）を担当。
プロデューサー脳に長けており、様々な企画やイベントのアイデアを出し実現させている。バッファロー吾郎（またはＡ）主催のイベントはどれも、チケットは即日完売の状態である。プロデュースについて木村は、「自分は頭の中のことを上手く表現できず、なかなか周りに上手く伝えられないが、それをわかりやすく翻訳し代弁してくれる存在が相方（竹若）」だという。
特に、木村がインタレスティング・プロデューサー(2016年に辞任)を務める「ダイナマイト関西 〜全日本大喜利王対決」は、バッファロー吾郎主催のイベントの中でも毎回大きな成功を納めており、よしもとを代表する名イベントに成長した。しかし、木村もプロデューサー兼選手としてほぼ毎回出場しているにもかかわらず、一度も準決勝以上に進出したことがなく、自他ともにそれをネタにしている。
芸風としては、相方の竹若やケンドーコバヤシなどの後輩からいじられ、つっこみ返す事で笑いを生む、「いじられ芸」、「つっこみ芸」が特徴。ギャグやダジャレなど、ベタな笑いを好む一方で、言葉や状況の切り取りが絶妙で、竹若やケンドーコバヤシ、友近やなだぎ武らと同様、“かゆいところに手が届く”チョイスをする。同様の視点から、細かいモノマネも多く持つ。
2001年に結婚。2009年に離婚。2019年に再婚。
お笑いはもちろん、漫画やアニメ、プロレスのほか、雑学に詳しい。芸人の中では比較的早い段階からネットに進出し、自身の企画するイベント「ホームラン寄席」の公式ホームページや自身の個人ページを立ち上げていた。中でも「木村のTシャツダービー」などのファン参加型の企画は好評である。かつての「デラべっぴん」の連載から派生した、ライターのせきしろとのコラボによる「ダダボヨ」というサイトも運営中である。
デビュー当時にコンビ名「Wメガネ：ミキ&アイガン」を名乗っていただけに、それ以来ビジュアルイメージとして眼鏡キャラを保っているバッファロー吾郎だが、実は二人ともレーシックを施しており、視力が回復している。
ある時期からヘアスタイルを坊主頭とし、髭を生やす。これを本人は松本人志のコスプレであると公言している。
PlayStation 2用ソフト『桃太郎電鉄16 北海道大移動の巻!』のTVコマーシャルに「なにわ怪獣タコヤキング」役で出演。これはディレクターのさくまあきらとのかねてからの親交から発展したもので、CM中、セリフもクレジットも一切なかった。
2011年11月24日より、自身が尊敬する漫画家の藤子不二雄Ⓐにあやかり、芸名を「バッファロー吾郎A」に改名。
現在吉本興業と専属エージェント契約を結んでいる。まだ松竹芸能のユニット「松竹印人工素材」のインタレスティングプロデューサーを務めている。
近年はBagoa（ばごあー）という名前でYouTunbeやTikTok活動を行っている。

## エピソード
- 岡村隆史（ナインティナイン）が語る所によると、志村けんのギャグ「アイーン」の元ネタは木村であるとのことである。ギャグの身振りや型そのものは『8時だョ!全員集合』時代から存在していたが、ポーズだけのものであり、過去に木村がそこにオリジナルで「アイーン」と音を付けて披露していたのを覚えていた岡村が、志村との競演時に木村同様に音をつけて「アイーン」を行い、志村が逆にそれを取り入れ現在のものになった。
- 過去に宮迫博之と同居していた時期もあった。
- 好きなアイドルは小泉今日子である。
- 学生時代に「さすがの猿飛」のファンクラブに入っていた。しかし、加入して間もなくファンクラブは解散してしまったという。
- 「絶好調!ナカハタキヨシです」等の叫びギャグは、爆破的な発威力を誇るー方、体力の消耗が著しい事から、全力で繰り出したあとは息が続かなくなるため、最高でも9割パワーにセーブしなければいけないという。稀に勢いがつくと「絶好調! 絶好調! 絶好調! ナカハタキヨシです!」と「絶好調」を繰り返す「ハイパー絶好調」となることもある。ただしこれらの叫びギャグを披露する場合はマイクから少し離れてから大声を出すなど音効さんへの気遣いも忘れない。
- 近年の一番ヒットギャグ「oh!ポカホンダス!」に関して、後輩から「あれ何でポカホンダスなんですか?」と尋ねられた木村は「ポカって殴られるやろ、そっからイマジネーション広げてん」と答えたという。ちなみに肩を殴ると「oh!カタホンダス!」と言う。
- ギャグ前に「今日は『オモシロクナール』を飲んで来ていますから大丈夫です」、ギャグがスベると「もしかして『ヨクスベール』を飲んじゃったかも」といった薬を飲んでいるというネタを披露、更にグッズとして『オモシロクナール』と『ヨクスベール』が発売されて実際は薬に似せたラムネ菓子である。
- 同期の藤本敏史（FUJIWARA）と仲が悪く、共演NGとなっている[2]。元々は地方営業で必ず同じ部屋に泊まるほど仲が良かったが[2]、共演した番組で「ポカホンタス」に藤本がツッコミを入れるタイミングがおかしいと木村が激怒したことがきっかけで仲が悪くなったとされている[3]。過去に番組で2人が仲直りする企画が持ち上がったことがあるが、木村が断っている[3]。2015年のFNS27時間テレビや2022年のおかべろで吉本印天然素材が一夜限りの復活を果たした際も出演しなかった[4]。
- 芸名は藤子不二雄Ⓐから公認されている。2022年4月7日に藤子が逝去した際には、自身のインスタグラムにて「『僕の名前を使ってくれてありがとう』と仰っていただいた時、神様に認められたようで嬉しかった事が忘れられません」と感謝し、冥福を祈った[5]。
- 過去に金髪と銀髪をしていたときもあった。
- 自転車を愛用している。
- 腰痛持ちで2009年4月に「腰椎すべり症」と診断された。
- 漫画「銀魂」、ドリフ大爆笑、男はつらいよ、ミナミの帝王、キン肉マンが好きである。
- 2022年3月からYouTube『宮迫ですッ!』にて宮迫博之と木下隆行（TKO）と共におっ3（仮）というグループを結成した[6]。
- 現在『A計画』というサイトでTシャツなど販売をしている。[7]

## 出演

### テレビバラエティ
- 最先端IT情報SHOW 革命×テレビ（TBS）- 革命特派員として出演
- 雨上がりの「Aさんの話」〜事情通に聞きました!〜（朝日放送）- プレセンター
- おしえて!美bien!!（2015年 - 2017年、TOKYO MX）- 不定期出演
- FUJIYAMA FIGHT CLUB（フジテレビ）- 不定期出演[8]

### テレビドラマ
- 素敵な夢を叶えましょう（2006年、毎日放送）
- もやしもん（2010年7月、フジテレビ） - 川浜拓馬 役
- デカ 黒川鈴木（2012年3月1日、読売テレビ） - 角田 役
- 夫婦善哉（2013年8月 - 9月、NHK総合） - らっきょ 役
- 金曜プレステージ「事件屋稼業」2（2014年1月31日、フジテレビ） - 帽子屋店長 役
- 乾杯戦士アフターV（2014年、東名阪ネット6・5いっしょ3ちゃんねる） - トレジャーイエロー 役
- 連続テレビ小説（NHK）
  - 花子とアン（2014年8月、NHK） - 落語家 役
  - マッサン（2014年10月、NHK） - 巡査 役
- マネーの天使〜あなたのお金、取り戻します!〜 最終話（2016年3月24日、読売テレビ） - 白岩 役
- リバース（2017年、TBS） - 乾圭介 役
- 特捜9 season1 第6話（2018年5月16日、テレビ朝日） - 国井康夫 役
- 連続ドラマW 盗まれた顔 〜ミアタリ捜査班〜　第2話（2019年1月5日 - 2月2日、WOWOW）- 森野役
- 3年A組-今から皆さんは、人質です-（2019年、日本テレビ） - 佐久間現 役
- TWO WEEKS（2019年、フジテレビ） - 葛城茂 役
- ニッポンノワール-刑事Yの反乱-（2019年、日本テレビ） - 佐久間現 役[注釈 2]
- 浦安鉄筋家族（2020年、テレビ東京） - 西川のり子の父 役
- KING OF DANCE（2020年4月11日 - 5月17日、読売テレビ / 4月16日 - 、中京テレビ / 5月7日 - 、BS日テレ） - 石井 役[9][10]
- MIU404 第3話（2020年7月10日、TBS） - 田中（コンビニ店長） 役
- 最愛 第7話・8話（2021年11月26日・12月3日、TBS） - 犬塚 役
- チェイサーゲーム（2022年9月9日 - 10月28日、テレビ東京） - 木本一輝 役
- 大川と小川の時短捜査（2022年9月12日、テレビ東京） - 警備員 役
- 推しを召し上がれ〜広報ガールのまろやかな日々〜（2024年1月11日 - 3月14日、テレビ東京）  - おでん先輩 役[11]

### 映画
- リリカルスクールの未知との遭遇（2016年5月28日公開） - マネージャー 役[12][13]

### ウェブドラマ
- 全裸監督2（2021年6月24日 全話配信、Netflix） - 村西にマイカーを踏みつけられた男 役

### Vシネマ
- 難波金融伝・ミナミの帝王36「仕組まれた結婚」

### ラジオ
- スッごい!オオツキムラの時間（MBSラジオ、2007年-2008年3月）

### 舞台
- ニッポン無責任新世代（2011年7月、シアタークリエ）
- 続・時をかける少女（2018年2月）
- 水谷千重子50周年記念公演（2019年2月、明治座）
- 舞台「KING OF DANCE」（2020年、COOL JAPAN PARK OSAKA WWホール 他） - 石井 役

### イベント
- 消耗戦（2009年 - ）お題が１つのみで行われるオールナイト大喜利イベント。
  - 消耗戦（新宿ロフトプラスワン、2009年10月23日深夜）
  - 消耗戦2（新宿ロフトプラスワン、2010年1月22日深夜）
- スタディシリーズ
  - ラブスタディ～めざせ！恋愛マスター～[14]（下北沢OFF・OFFシアター、2012年6月9日）
  - ラブスタディゲーム ～愛し合ってるかい？～（ルミネtheよしもと、2012年10月5日）
  - ラブスタディ・オールナイト[15]（新宿ロフトプラスワン、2013年2月8日）
  - ラブスタディゲーム～愛という名のもとに～（ルミネtheよしもと、2013年3月2日）
  - ラブスタディゲーム～愛、おぼえていますか？～（ルミネtheよしもと、2013年4月26日）
  - ラブスタディゲーム～愛燦々～（ルミネtheよしもと、2013年8月25日）
  - ラブスタディゲーム～愛は勝つ～（ルミネtheよしもと、2013年12月18日）
  - ラブスタディゲーム～愛コトバ～（ルミネtheよしもと、2014年3月17日）
  - ラブスタディゲーム～愛の弾丸～（ルミネtheよしもと、2014年9月24日）
  - ラブスタディゲーム～愛をぬりつぶせ～（よしもと無限大ホール、2014年11月30日）
  - グルメスタディゲーム（新宿ロフトプラスワン、2013年4月19日）
  - グルメスタディゲーム[16]（新宿ロフトプラスワン、2013年8月1日）
  - Aスタディゲーム[17]（新宿ロフトプラスワン、2013年11月7日）
  - Aスタディゲーム2（新宿ロフトプラスワン、2014年2月24日）
  - Aスタディゲーム3（新宿ロフトプラスワン、2014年5月21日）
  - Aスタディゲーム4（新宿ロフトプラスワン、2014年10月2日）
- 企画ナイトシリーズ （2009年11月28日 - ）
- すいているのに相席（2013年3月18日 - ）
- バッファロー吾郎Avsせきしろ『ネタ代理戦争5vs5』[注釈 3][18]（新宿ロフトプラスワン、2013年7月27日）
- バ吾Aねーしょん[19]（新宿ロフトプラスワン、2014年12月1日）

## 書籍
- 「ラブボール」(2010年8月25日発売、ワニブックス)-本名の木村明浩名義。
- 「煩悩短編小説」(2011年11月23日発売、幻冬舎)-せきしろとの共作。